# Miodrag Jovanović
Miodrag Jovanović (né le 17 janvier 1922 à Belgrade et mort le 14 décembre 2009) est un ancien joueur et entraîneur de football yougoslave (serbe).

## Biographie

### Club
Durant sa carrière de club, il évolue tout d'abord de 1945 à 1947 dans le club de l'OFK Belgrade (9 matchs et aucun but) avant de partir dans la deuxième partie de sa carrière au Partizan Belgrade, où il inscrit un but en 148 matchs de 1947 à 1956.

### International
En international, il a participé à la coupe du monde 1950 au Brésil avec l'équipe de Yougoslavie.

### Entraîneur
Il est ensuite entraîneur, et part entre 1961 et 1967 entraîner plusieurs clubs en Israël, avant de rentrer au pays prendre les rênes de l'Olimpija Ljubljana de 1967 à 1969, puis le Budućnost Peć (1969-1970) et le Mladi Radnik de 1970 à 1971.